# كأس فيتنام
كأس فيتنام الوطني (بالفيتناميةGiải bóng đá Cúp Quốc gia) ، هي بطولة رسمية لكرة القدم في فيتنام ، أسسها الاتحاد الفيتنامي لكرة القدم سنة 1992م وتشارك فيه 20 فريقاً مسجلا لدى اتحاد الكرة الفيتنامي.

## مصدر
1. ↑  "Vietnam - List of Cup Winners". RSSSF.com. مؤرشف من الأصل في 2017-10-08.

## وصلة خارجية
- الموقع الرسمي